# Kajerkan
Kajerkan (ruski: Кайерка́н) je grad na sjeveru Krasnojarskog kraja,  u Tajmirskom autonomnom okrugu, na jugu poluotoka Tajmira.
Nalazi se zapadno od Noriljska, čiji je grad-satelit, s južne strane rječice Ambarnaje, na 69°23' sjeverne zemljopisne širine i 87°35' istočne zemljopisne dužine.
Utemeljen je 1943. godine, a gradom postaje 1982. godine. 
Broj stanovnika: 27,3 tisuće (stanje 2005. godine)
Vremenska zona: Moskovsko vrijeme+4